# Пиретрум
Согласно современной классификации на основе системы APG IV по состоянию на декабрь 2022 года, род Пиретрум (Pyrethrum) является устаревшим синонимичным названием рода Пижма (Tanacetum).
Пире́трум (лат. Pyréthrum) — род многолетних травянистых растений семейства Астровые, или Сложноцветные (Asteraceae). Включает около 40 видов, встречающихся в Европе, Азии, Северной Африке.

## Названия
Своё научное название род получил из-за полезных свойств некоторых своих представителей, оно происходит от греческого слова pyretos («жар», «лихорадка»). Партенолид, активное вещество, содержащееся в растении, исследуется на предмет терапевтической активности.
Народные названия рода — Ромашник, Поповник. Нередко растения из этого рода просто называют ромашками, как и растения из других родов семейства Астровые.

## Некоторые виды
По современной классификации рассматривается как устаревшая таксономическая группа, а его виды отнесены, в основном, к роду Пижма (Tanacetum); их общим признаком является наличие белых или розовых язычковых цветков в корзинках.
- Pyrethrum achilleifolium M.Bieb., 1808 — Tanacetum achilleifolium (M.Bieb.) Sch.Bip., 1844 — Пижма тысячелистниколистная
- Pyrethrum aucherianum DC., 1838 — Tanacetum aucherianum (DC.) Sch.Bip., 1844
- Pyrethrum balsamita (L.) Willd., 1803 — Tanacetum balsamitoides Sch.Bip., 1844
- Pyrethrum cinerariifolium — Tanacetum cinerariifolium (Trevir.) Sch.Bip., 1844
- Pyrethrum coccineum (Willd.) Vorosch., 1954 — Tanacetum coccineum (Willd.) Grierson, 1974
- Pyrethrum corymbiforme Tzvelev, 1961 — Tanacetum corymbiforme (Tzvelev) K.Bremer & Humphries, 1993
- Pyrethrum corymbosum (L.) Scop., 1772typus — Tanacetum corymbosum (L.) Sch.Bip., 1844 — Пижма щитковая, или пиретрум щитковый
- Pyrethrum daghestanicum (Rupr. ex Boiss.) Flerow, 1938 — Tanacetum daghestanicum (Rupr. ex Boiss.) K.Bremer & Humphries, 1993
- Pyrethrum djilgense (Franch.) Tzvelev, 1961 — Richteria djilgensis (Franch.) K.Bremer & Humphries, 1993
- Pyrethrum hololeucum Bornm., 1907 — Tanacetum hololeucum (Bornm.) Podlech, 1986
- Pyrethrum kittaryanum C.A.Mey., 1850 — Tanacetum kittaryanum (C.A.Mey.) Tzvelev, 1961
- Pyrethrum kotschyi Boiss., 1846 — Tanacetum kotschyi (Boiss.) Grierson, 1975
- Pyrethrum leptophyllum — Tanacetum leptophyllum (Steven ex M.Bieb.) Sch.Bip., 1844
- Pyrethrum macrophyllum (Waldst. & Kit.) Willd., 1803 — Tanacetum macrophyllum (Waldst. & Kit.) Sch.Bip., 1844
- Pyrethrum marionii Albov, 1895 — Tanacetum marionii (Albov) K.Bremer & Humphries, 1993
- Pyrethrum niveum Lag., 1816 — Tanacetum niveum (Lag.) Sch.Bip., 1844
- Pyrethrum parthenifolium Willd., 1803 — Tanacetum parthenifolium (Willd.) Sch.Bip., 1844
- Pyrethrum parthenium (L.) Sm., 1800 — Tanacetum parthenium (L.) Sch.Bip., 1844 — Пижма девичья, или пиретрум девичий
- Pyrethrum peucedanifolium (Sosn.) Manden., 1961 — Tanacetum peucedanifolium (Sosn.) K.Bremer & Humphries, 1993
- Pyrethrum poteriifolium Ledeb. ex Nordm., 1837 — Tanacetum poteriifolium (Ledeb. ex Nordm.) Grierson, 1975
- Pyrethrum punctatum (Desr.) Sosn., 1929 — Tanacetum punctatum (Desr.) Grierson, 1975
- Pyrethrum pyrethroides (Kar. & Kir.) B.Fedtsch. ex Krasch., 1933 — Richteria pyrethroides Kar. & Kir., 1842
- Pyrethrum sericeum (Adams) M.Bieb., 1808 — Tanacetum sericeum (Adams) Sch.Bip., 1844
- Pyrethrum sorbifolium Boiss., 1875 — Tanacetum sorbifolium (Boiss.) Grierson, 1975
- Pyrethrum tianschanicum Krasch., 1933 — Richteria tianschanica (Krasch.) Sonboli & Oberpr., 2010
- Pyrethrum transiliense (Herder) Regel & Schmalh., 1878 — Tanacetum transiliense Herder, 1867
- Pyrethrum tricholobum Sosn. ex Manden., 1961 — Tanacetum tricholobum (Sosn. ex Manden.) Chandjian, 2002

В род также включается целый ряд видов, окончательное положение которых в систематике в настоящее время не определено.

## Применение
Пиретрум веками применялся как инсектицид в Персии и Европе.